# Valpedre
Valpedre ist eine Gemeinde (Freguesia) im portugiesischen Kreis Penafiel. In ihr leben 1508 Einwohner (Stand 19. April 2021).